# Simsjön, Hälsingland
Simsjön är en sjö i Bollnäs kommun i Hälsingland och ingår i Ljusnans huvudavrinningsområde. Sjön är 6 meter djup, har en yta på 0,79 kvadratkilometer och befinner sig 260 meter över havet. Sjön avvattnas av vattendraget Simeån.

## Delavrinningsområde
Simsjön ingår i det delavrinningsområde (682588-151897) som SMHI kallar för Utloppet av Simsjön. Medelhöjden är 306 meter över havet och ytan är 13,61 kvadratkilometer. Det finns inga avrinningsområden uppströms utan avrinningsområdet är högsta punkten. Simeån som avvattnar avrinningsområdet har biflödesordning 2, vilket innebär att vattnet flödar genom totalt 2 vattendrag innan det når havet efter 88 kilometer. Avrinningsområdet består mestadels av skog (86 procent). Avrinningsområdet har 0,79 kvadratkilometer vattenytor vilket ger det en sjöprocent på 5,8 procent.